# Leptotrichum reinwardtii
Leptotrichum reinwardtii là một loài rêu trong họ Ditrichaceae. Loài này được Dozy & Molk. Mitt. mô tả khoa học đầu tiên năm 1859.